# Apex Legends
Apex Legends je free to play multiplayerová hra typu battle royale. Během sedmi dnů[odkdy?] dosáhla hra 25 miliónů hráčů a během prvního měsíce pokořila hranici 50 miliónů a v dubnu 2021 hra pokořila hranici 100 miliónů. Hra běží na enginu Source stejně jako CS:GO, Half-Life 2 a Portal. Vydavatelem je Electronic Arts, vývojářským studiem, které tuto hru vytvořilo, je Respawn Entertainment. Apex Legends patří do série Titanfall, od které získal některé mechaniky jako třeba klouzání. Další mechanikou je pingování, které umožňuje lidem bez mikrofonu říci důležité informace, jako třeba munice, zbraně, nepřátele či jen místo, kam by tým mohl jít příště. Ke hraní je k dispozici 24 Legend: Ash, Ballistic, Bangalore, Bloodhound, Catalyst, Caustic, Conduit, Crypto, Fuse, Gibraltar, Horizon, Lifeline, Loba, Mad Maggie, Mirage, Newcastle, Octane, Pathfinder, Rampart, Revenant, Seer, Valkyrie, Vantage, Wattson

## Charakteristika hry
Apex Legends je battle royale hra, která si vypůjčuje koncept FPS, který se odehrává 30 let po událostech ze hry Titanfall 2. Apex Legends se liší od většiny battle royale her tím, že obsahuje legendy (předdefinované hrdiny s jedinečnými schopnostmi, které spadají do rolí, jako je například útok, obrana, podpora a průzkum). Hráči hrají ve skupinách po dvou nebo po třech, každý hráč si vybere na začátku jedinečnou Legendu. V každém zápase se nachází až 20 týmů. Všechny týmy začínají bez vybavení. Hra začíná na nákladní lodi. Je vybrán jeden hráč z každého týmu, který se stane Jumpmasterem, čili osoba ovládající, kde tým přistane. Když se jím někdo stane, ale nechce jím být, může tuto funkci předat spoluhráči. Na mapě je označená i tzv. "Horká zóna", kde je šance najít modifikovanou zbraň, lepší vybavení a více , avšak přistávat tam je nebezpečné, protože se o lepší zbraně budou prát i ostatní. Po přistání týmy prohledávají herní mapu, sbírají zbraně, brnění, helmy, náboje, granáty, lékárničky, atd. a zároveň bojují s ostatními hráči, aby se staly posledním živým týmem. Když hráčovi dojdou body zdraví (HP), začíná umírat a nemůže se bránit. Aby se opět zvedl na nohy musí dojit ke spojenci, který ho může oživit. Pokud hráč zemře nebo ho soupeř zabije, tak hráč upustí své vybavení a vlajku. Hráči jiných týmů mu mohou vzít jeho vybavení. Hráč může být potenciálně znovu oživen, pokud jeho spoluhráč vezme jeho vlajku do 90 sekund po začátku umírání a donese ji do Respawn Beaconu, které jsou rozptýlené na mapě. Apex obsahuje jak hlasovou komunikaci se spoluhráči, tak i kontextovou komunikaci pomocí jediného tlačítka, která umožňuje hráči pingovat zbraně, soupeře atd.
Apex Legends je zdarma a je financován prostřednictvím mikrotransakcí lootboxů, ze kterých mohou padnout kosmetické předměty a speciální vzhledy zbraní, hrdinů atd. Dají se koupit i někteří zamknutí hrdinové. Momentálně jsou jimi Wattson, Caustic, Mirage, Octane, od vydání Season 3 Crypto, od čtvrté sezóny Revenant, od 5 sezóny Loba a od 6 sezóny je k dispozici nová legenda Rampart a od 7 sezóny je to Horizon, od 8 sezóny Fuse, od 9 sezóny Valkyrie, od 10 sezóny Seer.

## Hrdinové

### Bangalore[1]
Narodila se ve vojenské rodině, kde ona, její rodiče a její čtyři starší bratři sloužili u IMC. Anita Williams, krycí jméno Bangalore byla celý život výjimečným vojákem. Bojovala v bitvě na Gridionu odkud se jí, spolu s jejím bratrem Jacksonem a menší skupinou vojáků, podařilo uniknout. Jejich loď ztroskotala na planetě Gaea, kde pomáhala vybudovat osadu na ostrovech Nové Antilly. O pár let později po útoku neznámé lodi ztroskotala na planetě Solace patřící Syndikátu, provozovatelů Apex Games. Přidala se do her s cílem vydělat peníze a najít pilota, aby mohla pokračovat ve své misi.

#### Schopnosti
Pasivní schopnost (Double Time) – Zrychluje pohyb hráče, pokud se nachází pod palbou nepřátel.
Taktická schopnost (Smore Launcher) – Bangalore vystřelí kanystr explodující při nárazu a vytvářející na místě dopadu kouřovou clonu.
Ultimátní schopnost (Rolling Thunder) – Signalizuje rozsáhlý dělostřelecký úder, který pokryje krajinu před hráčem v době aktivování schopnosti.

### Bloodhound[2]
Bloodhound je známý po celém Outlands jako jeden z největších lovců zvěře, jaké Frontier kdy viděl. Dítě dvou inženýrů umístěných v průmyslovém závodě New Dawn na Talosu, Bloodhounda, se ujal jejich strýc Artur poté, co tavení zničilo zařízení a zabilo oba jejich rodiče. Artur je naučil Old Ways, systém víry, který se zaměřuje na slávu přírody a odmítá moderní technologie. Přesto byl Bloodhound neustále přitahován technologickými zázraky, a nakonec použil jak nové, tak staré metody k tomu, aby zničil Goliáše, který lovil obyvatele své vesnice a navždy změnil jejich životní cestu.

#### Schopnosti
Pasivní schopnost (Tracker) – Umožňuje vidět stopy zanechané ostatními hráči. Bloodhound také vidí Bílého Havrana, tento havran po interakci poletí směrem k nejbližšímu nepříteli.
Taktická schopnost (Eye of Allfather) – Na pár sekund odhalí veškeré pasti, stopy a nepřátele v zorném poli hráče.
Ultimátní schopnost (Beast of Hunt) – Ztlumí barvy okolí, ale zvýrazní barvy nepřátel a jejich stop. Tato schopnost zároveň zrychlí pohyb hráče.

### Gibraltar[3]
Gibraltar je jemný obr s divokou stránkou a váhou přes jeden metrický cent. Syn dvou dobrovolníků SARAS (Search and Rescue Association of Solace) byl vždy zručný v tom, jak dostat ostatní z nebezpečných situací, které jsou v Outlands běžné. Význam ochrany ostatních však začal chápat až poté, co se svým přítelem ukradl otcovu motorku, vzal ji na projížďku na kole a byl uvězněn smrtícím sesuvem půdy. Jeho rodiče je zachránili a jeho otec při tom přišel o ruku. Gibraltar na tuto oběť nikdy nezapomněl a svůj život zasvětil pomoci potřebným.

#### Schopnosti
Pasivní schopnost (Gun shield) – Mířením se zbraní vznikne štít blokující až 50 bodů příchozího poškození.
Taktická schopnost (Dome of Protection) – kupolovitý, oboustranný štít, který po dobu 15 sekund blokuje veškeré poškození.
Ultimátní schopnost (Defensive Bombardment) – Signalizuje koncentrovaný minometný úder na vyznačenou pozici. 

### Lifeline[4]
Ajay Che pochází z Bohaté rodiny profitující na válce. Stala se členkou humanitární organizace pomáhající válečným obětem na Frontier. Účastní se Apex Games pro finanční podporu své organizace.

#### Schopnosti
Pasivní schopnost (Combat Medic) – nasadí do akce svého drona D.O.C umožňující zvedat spoluhráče bez nutnosti stálé interakce.
Taktická schopnost (D.O.C Heal Drone) – Dron D.O.C bude doplňovat zdraví všem okolním hráčům po dobu 20 sekund.
Ultimátní schopnost (Care Package) – Hráč na svojí pozici zavolá balíček obsahující lékárničky a různá potřebná vylepšení.

### Caustic[5]
Alexander Nox býval jedním z nejbystřejších vědců v oboru Humbert Labs, předního výrobce pesticidních plynů Frontier. Nox pracoval ve dne v noci na vývoji nových receptur pro nadbytek pesticidů potřebných k ochraně plodin, které udržovaly Outlands. Brzy si však uvědomil, že jeho testovací metody brzdí pokrok. Potřeboval testovat více než jen inertní tkáň: potřeboval živé předměty.

#### Schopnosti
Pasivní schopnost (Nox vision) – Umožňuje hráči vidět skrz plynové útoky.
Taktická schopnost (Nox gas trap) – Past, která vypouští plynový oblak ubírající zdraví nepřátelům. Tato past se aktivuje při kontaktu s nepřítelem nebo při poškození.
Ultimátní schopnost (Nox gas grenade) – Granát vypouštějící plyn do okolí. Plynový oblak je větší než u taktické schopnosti a aktivuje se při kontaktu s povrchem.

### Mirage[6]
Elliott Witt po své matce zdědil zájem o holografické technologie. Pracoval jako barman. Při své práci slyšel příběhy o Apex Games a o bohatství a slávě, které přináší vítězství. Po tom, co mu jeho matka darovala zařízení na tvorbu hologramů se rozhodl přidat ke hrám a splnit si své sny.

#### Schopnosti
Pasivní schopnost (Now You See Me...) – Hráč se stává neviditelným při zvedání spoluhráčů a zůstane neviditelný až 3 sekundy po jejich zvednutí.
Taktická schopnost (Psyche Out) – Vyšle hologram na místo, na které hráč ukazuje. Pokud nepřítel po hologramu vystřelí, odhalí tím svoji pozici.
Ultimátní schopnost (Life of the Party) – Na své pozici vyvolá skupinu hologramů, ty kopírují veškeré jeho pohyby

### Crypto[7]
Crypto se specializuje na tajemství. Brilantní hacker a odborník na šifrování používá vzdušné drony ke špehování svých protivníků v aréně Apex, aniž by ho někdo viděl. Má také své vlastní tajemství: jmenuje se Tae Joon Park a připojil se ke hře Apex Games, aby našel lidi, kteří ho obvinili z vraždy.

#### Schopnosti
Pasivní schopnost (Neurolink) – Dron zvýrazní nepřátele ve svém zorném poli do 30 metrů a informace předá všem spoluhráčům.
Taktická schopnost (Surveillence drone) – Umožňuje ovládat dron až do vzdálenosti 200 metrů. Pokud je tato schopnost aktivní, stává se aktivní i schopnost Neurolink. Zároveň se přidává možnost použít i ultimátní schopnost.
Ultimátní schopnost (Drone EMP) – Dron do svého okolí vypustí elektromagnetický puls, který deaktivuje okolní pasti, udělí 50 poškození do nepřátelských štítů a veškeré hráče v okolí na pár vteřin zpomalí.

### Horizon[8]
Téměř před sto lety se Outlands houpaly na pokraji kataklyzmatické energetické krize. Dr. Mary Somersová, okouzlující excentrická astrofyzička, byla najata, aby našla řešení. Mary přestěhovala svoji rodinu do vědecké výzkumné stanice na Olympu a pustila se do práce.
S pomocí svého učedníka, Dr. Reida, Mary objevila Branthium – prvek, o kterém byla přesvědčena, že může být klíčem k neomezené energii. Ale Branthium lze nalézt pouze v horizontu černé díry, takže Mary a Dr. Reid odjely na nebezpečnou misi, a Mary musela opustit jejího syna, kterému slíbila že se k němu v čas vrátí. Jenže ji její spolupracovnice zradila a vzala si Branthium jen pro sebe a Mary nechala ve vesmíru. Mary se ale zachránila a dostala zpět, jenže když byla poblíž černé díry ubíhal čas daleko rychleji (Teorie relativity) než normálně a tak když se vrátila její syn byl už dávno mrtvý. Mary se tedy snaží najít finance na cestu zpět v čase, aby dodržela svůj slib a Apex Games je nejlepší řešení.

#### Schopnosti
Pasivní schopnost (Spacewalk) – Zvyšuje kontrolu nad pohybem ve vzduchu a snižuje zpomalení při dopadu.
Taktická schopnost (Gravity lift) – Obrátí gravitační tok, hráč je při vstupu do schopnosti vyzdvižen do vzduchu a v nejvyšším bodě vymrštěn do okolí.
Ultimátní schopnost (Black Hole) – Hráč vyhodí dron NEWT, který vyvolá malou černou díru. Ta vtáhne nepřátele dovnitř, zvýrazní je a omezí jejich pohyb.

### Fuse[9]
Citát: "Pokud je třeba udělat špinavé skutky, udělám je špinavě levně."
Fuse vyrostl na Salvu – brutální planetě ovládané rotující sbírkou ztracených válečníků zaměřených na chaos, vraždu a dobré časy. Po většinu svého života pracoval jako žoldák po boku své kamarádky z dětství Maggie. Ale zatímco se Fuse snažila stát se jedním z nejmocnějších Salvových válečníků, cítila tah arény. Fuse našel své povolání v pozdním životě bojovat v Salvově krvavém sportu: Bonecage. Ukázal se jako nejlepší, nejcharismatičtější a nejmilejší gladiátor na planetě. Ale svrbělo ho, aby se připojil k té největší scéně ze všech: k Apex Games. Zatímco Salvo zůstal součástí nezávislého prostoru, ten sen byl nemožný, ale jakmile se připojili k syndikátu, jeho šance přišla. Přišlo to však za cenu – Maggie ho bez boje nepustila.

#### Schopnosti
Pasivní schopnost (Grenadier) – Hráč může vložit na slot v inventáři dva granáty místo jednoho. Granáty jsou vržené rychleji a doletí dál.
Taktická schopnost (Knuckle Cluster) – Hráč vrhne tříštivý granát, který po kontaktu několik sekund nepřetržitě vybuchuje.
Ultimátní schopnost (Motherlode) – Na místě ukazatele vznikne ohnivý kruh. Nepřátele uvnitř kruhu jsou označeni.

### Valkyrie[10]
Valkyrie je dcera Vipera, postavy z předchozí hry od Respawn Entertainment jménem Titanfall 2. Její skutečné jméno je Kairi Imahara. Po smrti svého otce si Valkyrie chtěla vybudovat svoji pověst, proto odvezla Titána Northstar do dílny postavy z šesté sezóny jménem Rampart, se kterou se přátelí. Rampart ve své dílně vytvořila z dílů rozbitého a starého titána Jetpack, který nyní Valkyrie využívá v Apex Games.

#### Schopnosti
Pasivní schopnost (VTOL Jets) – po výskoku může Valkyrie aktivovat Jetpack, aby vyletěla výše, není to ovšem nekonečné a po dopadnutí na zem se schopnost musí znovu nabít.
Taktická schopnost (Missile swarm) – Vypálí několik raket, které zraní a zpomalí zasažené nepřátele.
Ultimátní schopnost (Skyward dive) – Umožňuje rychlý vzdušný přesun celého týmu.

### Seer[11]
Věštba předpověděla narození dítěte, které na svět přinese utrpení a zkázu. V den, kdy se Obi Edolasim narodil, byl měsíc jeho rodné planety Boreas zasažen meteorem. Tuto událost a také Obiho jasné, modré oči brali lidé jako důkaz, že se jedná o dané prokleté dítě. Obi Edolasim se pod jménem Seer přidal do Apex Games, kde mohl vyjádřit svou lásku k umění a předvést své teatrální vystupování. Davy si jím zpočátku nebyly jisté. Postupem času ale s každým vítězstvím v něm rostla síla a s ní i jeho síla v Aréně. A když ho jeho pověst začala předcházet, stala se zvláštní věc... Lidé v davu, kteří byli utlačováni, vyhnáni a zapomenuti – viděli sami sebe v Seerovi.

#### Schopnosti
Pasivní schopnost (Heartbeat Sensor) – Pomocí tlukotu srdce odhalí, zda se v zorném poli hráče do vzdálenosti 75 metrů nachází nepřítel.
Taktická schopnost (Focus of Attention) – Vyvolá mikrodrony, kteří v oblasti před hráčem odhalí nepřátele a na sekundu přeruší veškeré jejich činnosti.
Ultimátní schopnost (Exhibit) – Vytvoří kouli mikrodronů, kteří odhalí uvnitř nacházející se nepřátele na základě hluku způsobeného rychlým pohybem, léčbou či střelbou.

### Ash[12]
Život strávený na Frontier naučil doktorku Ashleigh Reid jak se o sebe postarat. Byla najata žoldáckou skupinou, aby získala nové experimentální palivo z laboratoří ve městě Olympus. Dr. Reid při této práci zemřela. Její mozek se však stal základem simulakra Ash. Tento proces ale nebyl zcela úspěšný a způsobil ztrátu některých vzpomínek a rozdvojení osobnosti. Po několik let se projevovala jen její chladná osobnost prahnoucí po moci. V této podobě se objevuje v předchozím titulu Titanfall 2, kde hraje roli jednoho z hlavních záporáků. Střet s Horizon, bývalou kolegyní a postavou ze sedmé sezóny, způsobil návrat některých vzpomínek a projevy její původní osobnosti. Apex Games jsou pro Ash důkazem, že je něčím lepším, než člověkem a svou minulost již nepotřebuje.

#### Schopnosti
Pasivní schopnost (Marked For Death) – Na mapě zobrazí lokaci nedávno padlých nepřátel. Zároveň pomocí bedny padlého hráče zjišťuje polohu a počet nepřátel, který daného hráče zabili. 
Taktická schopnost (Arc Snare) – Past způsobující malé poškození. Na pár sekund omezí pohyb chycenému hráči.
Ultimátní schopnost (Phase Breach) – Na pár sekund vytvoří jednosměrný portál od místa použití schopnosti k místu, na které hráč ukazuje.